# Chérif Mennoubi
Pour les articles homonymes, voir Cherif (homonymie).
Chérif Mennoubi, né à Batna le 25 juillet 1957, est un peintre et sculpteur algérien.

## Biographie
Dès sa jeunesse, Cherif Mennoubi est intéressé par la peinture traditionnelle aurassienne. Ses débuts remontent aux années 1971. Entouré par son père qui était artiste, il est très tôt passionné par la peinture.
Il a formé beaucoup de jeunes peintres de la ville de Batna qui ont ensuite rejoint l’école régionale des beaux-arts de Batna. Son style est devenu une source d’inspiration pour plusieurs artistes algériens.
Cherif Mennoubi est le conseiller culturel de la Maison de la culture de Batna et il a participé à plusieurs festivals nationaux et internationaux (Alger, Batna, Tébessa, Constantine, Oran, Tlemcen, Oum-El-Bouaghi, Souk Ahras, France, Turquie, États-Unis d’Amérique). Il a été à maintes reprises auréolé de prix.